# سكوت سميث (مقاتل)
سكوت سميث (بالإنجليزية: Scott Smith) هو فنان قتال مختلط أمريكي، ولد في 21 مايو 1979 في رينو في الولايات المتحدة.

## وصلات خارجية
- سكوت سميث على موقع شيردوغ (الإنجليزية)
- سكوت سميث على موقع IMDb (الإنجليزية)
- سكوت سميث على موقع قاعدة بيانات الفيلم (الإنجليزية)